# Body Count

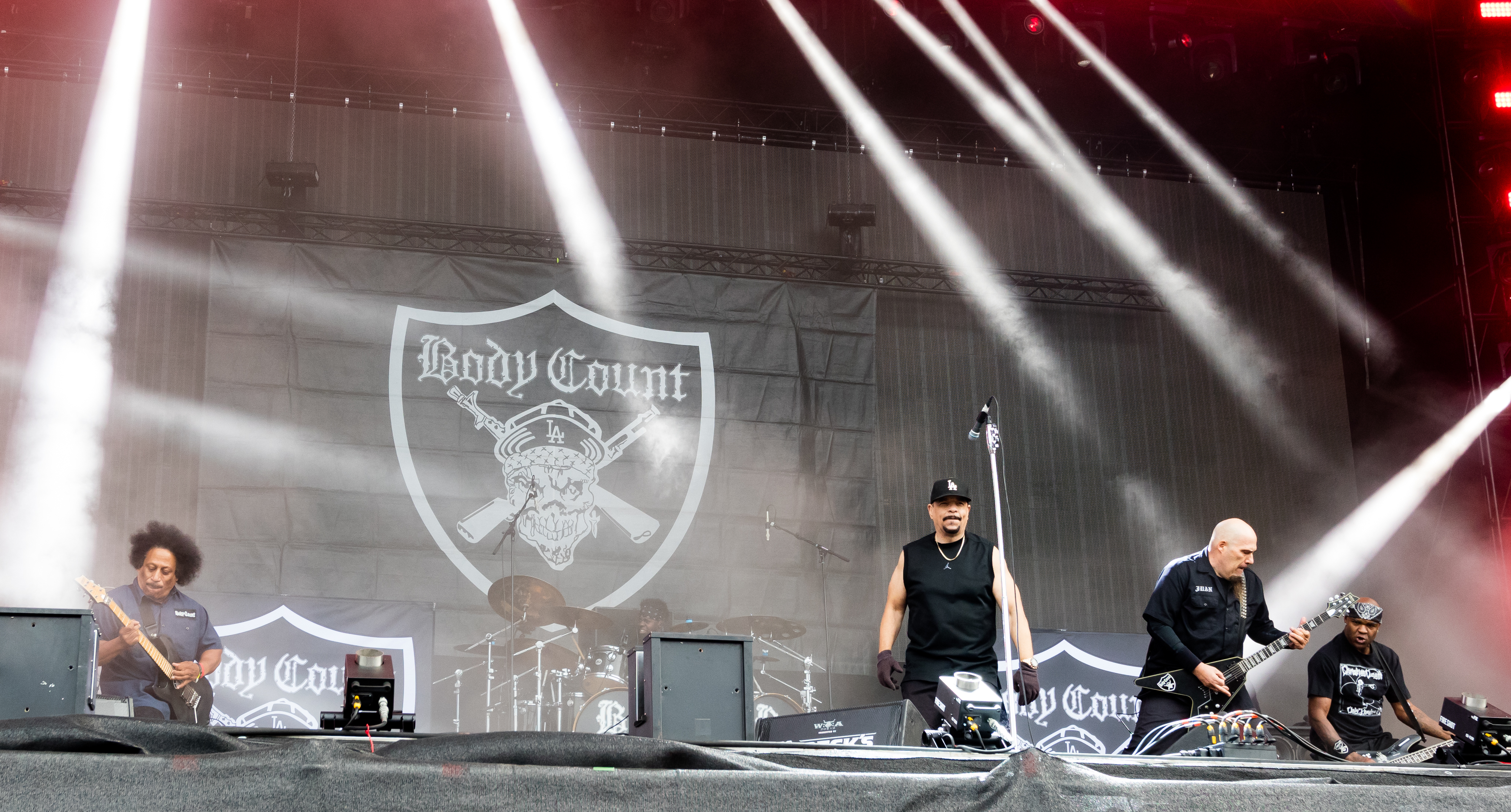
Body Count, 2019

Body Count är ett amerikanskt metalband bildat 1990, bestående av bland annat rapparen Ice-T och gitarristen Ernie C. Bandet har hittills (2023) utgivit sju studioalbum.

## Diskografi
- Body Count (1992)
- Born Dead (1994)
- Violent Demise: The Last Days (1997)
- Murder For Hire (2006)
- Manslaughter (2014)
- Bloodlust (2017)
- Carnivore (2020)